# Lagunitas-Forest Knolls
Lagunitas-Forest Knolls è un census-designated place degli Stati Uniti d'America situato nella contea di Marin, in California.